# American Bully
L'American Bully, noto più comunemente come Bully, è una razza di cani da compagnia di tipo molossoide nata negli Stati Uniti. Lo standard di razza è stato ufficialmente riconosciuto dallo United Kennel Club (UKC) nel luglio 2013, e fa parte dell'European Bully Kennel Club (EBKC) dal 2018.
Relativamente a quali razze abbiano partecipato e contribuito alla formazione dell’American Bully il dibattito resta aperto e il disaccordo continua. Questo poiché in effetti l'ABKC (American Bully Kennel Club) non precisa esattamente quali razze abbiano originato il suo standard. Tuttavia, esperti ed allevatori, come persino David Wilson (il pioniere della razza), concordano sul fatto che il Bully abbia avuto nella sua composizione una grande partecipazione di razze come il Bulldog inglese, il Bulldog americano ed il Bulldog francese (a seconda delle dimensioni ottenute). Secondo lo United Kennel Club (UKC) e l'American Bully Kennel club (ADBA), la razza è emersa tra la fine degli anni '80 e l'inizio degli anni '90 negli Stati Uniti d'America, dall'allevamento incrociato di AmStaff con Pitbull, Olde English Bulldogge, Bulldog inglese e Bulldog americano.
Ad oggi è comunque una insindacabile certezza affermare che l'American Bully sia il risultato dell'incrocio tra diverse razze di tipo molossoide con altre di tipo terrier.
Dalla storia degli American Bully, è innegabile il fatto che la genetica della razza sia composta principalmente dalla combinazione di Bulldog inglese e di American Staffordshire Terrier.
Questa razza molossoide infatti, fa parte sia dei Bull che dei Terrier di tipo Bull.

## Riconoscimento
Nel loro paese d'origine (USA) la razza è stata riconosciuta dall'ABKC (American Bully Kennel Club) nel 2004. Più di recente, il 15 luglio 2013, la razza è stata riconosciuta anche dallo UKC (United Kennel Club) statunitense ed indicata come cane da compagnia. Nel 2015, la razza è stata riconosciuta anche dall'ADBA (American Dog Breeders Association), e nel 2017 dall'NKC (National Kennel Club) degli Stati Uniti d'America. Dal 2018 l'American Bully è sbarcato oltreoceano anche nel vecchio continente, ed è ufficialmente riconosciuto anche nell'Unione Europea dall'EBKC (European Bully Kennel Club).

## Storia
Negli anni '90, David Wilson, un ex ammiratore del pitbull, si interessò ai cani American Staffordshire Terrier (AmStaff), e in quel periodo iniziò il suo allevamento di AmStaff incrociando il cane Blue maxx, la cagna Silver Sadey of ML, il cane Throwin Knuckles, e il cane Jackson's Mr. Brooks — tutti con molti campioni dell’American Kennel Club nel loro pedigree — riuscendo a sviluppare una linea di cani robusti con teste enormi, che divenne noto con l’affisso “Razor Edge”. A metà degli anni '90 fino all'inizio degli anni 2000, il ceppo ha attirato l'attenzione per il colore blu (blue nose), per il fisico robusto e compatto con testa larga.

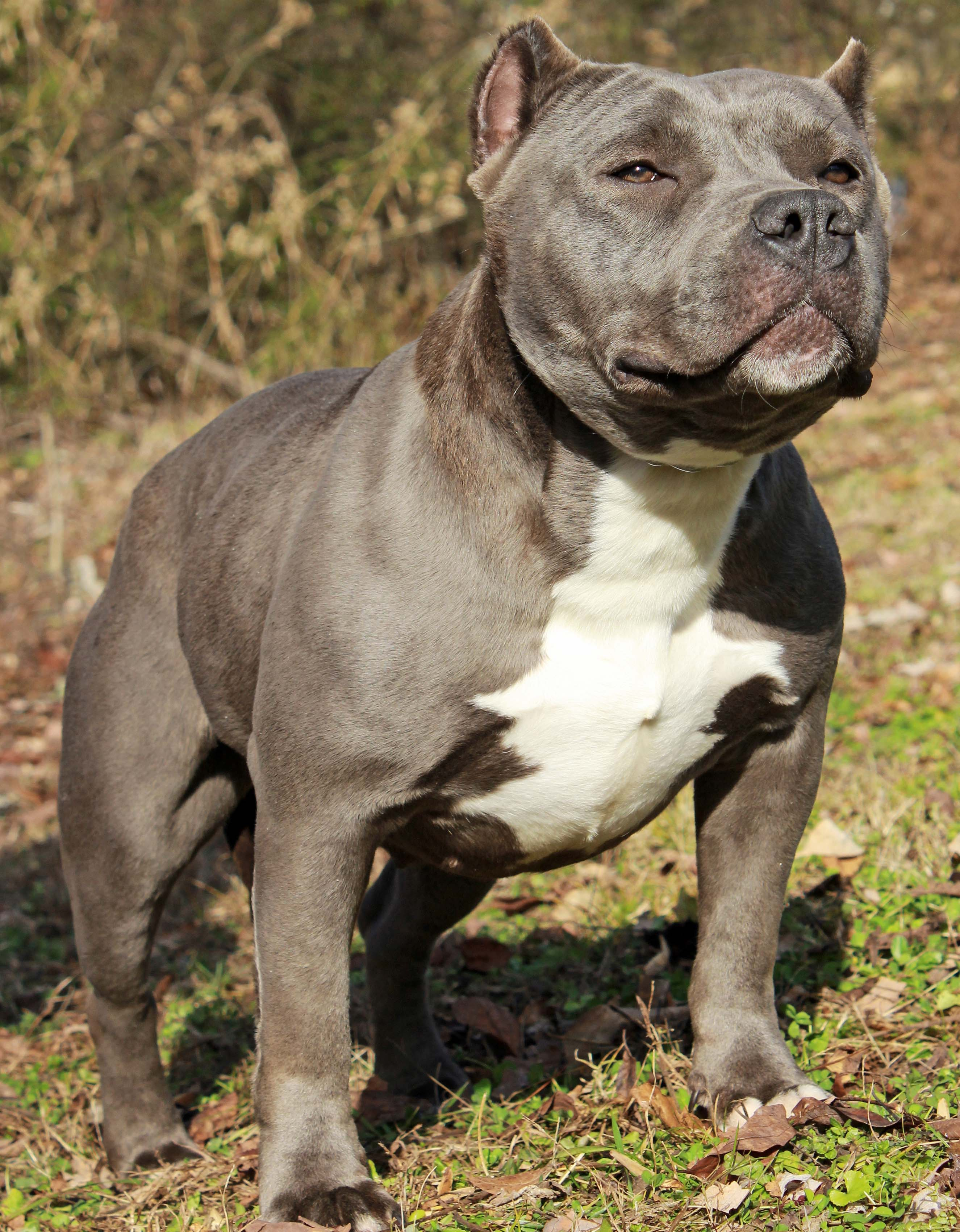
American Bully Classic, blue nose

Per il loro aspetto intimidatorio, presto questi cani hanno ricevuto il soprannome di "Bully style pitbull" ("Bulli stile pitbull") basato sul termine usato nella razza del Bulldog americano. Allo stesso tempo, apparvero altre due linee di sangue simili, ugualmente importanti per l'American Bully: Gotti (o Gottiline), che era basato sul cane Notorious Juan Gotty, che produsse più di 900 figlii; e il lignaggio della Greyline, che era basato sulla cagna di Tony's Showtime. Il "movimento stile bullo" — che si è verificato anche in altre razze come il Bulldog americano, e l'Olde English Bulldogge — è diventato molto popolare, e c'erano diverse aree all'interno del concetto, e utilizzando i ceppi citati insieme a prestazioni eccessive, consanguineità e l'inserimento di razze Bulldog, ha dato origine a cani con caratteristiche fisiche molto esotiche e robuste. Con questa inclusione di altre razze — sulla base di rapporti credibili, si sospetta l'inserimento di Bulldog Inglese, Bulldog Francese, Bulldog Americano, Dogue de Bordeaux (solo per la varietà XL), ecc — la selezione morfologica ha così finalmente portato alla razza dell’American Bully nelle sue varietà di formati, comprese nelle varietà ufficiali: Pocket, Standard, Classic ed Extra Large (XL); che differiscono tra loro per dimensioni e peso. Oltre a queste quattro varietà ufficiali, ci sono anche altre varietà non ufficiali.
Nel 2003 fu fondato un club appropriato per la registrazione della razza, il Bully Kennel Club (BKC). E nel 2004 è stato fondato l'American Bully Kennel Club (ABKC), conosciuto oggi come il più grande club della razza. Nel 2013, l'American Bully è stato finalmente riconosciuto dallo United Kennel Club (UKC).
Tra le quattro varietà ufficiali, al momento solo la varietà "Standard" è stata riconosciuta dallo United Kennel Club (UKC).

Dal 2018 la razza è riconosciuta anche in Europa dall'European Bully Kennel Club (EBKC) attraverso le quattro varietà ufficiali. 

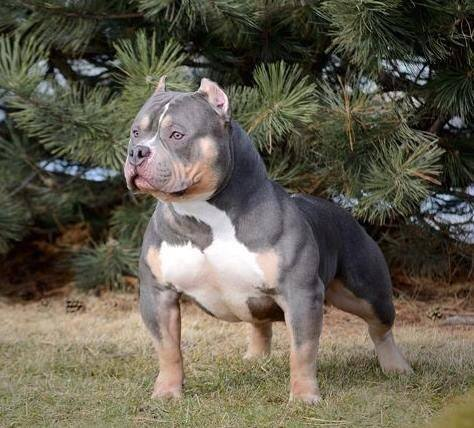
American Bully Standard, adulto

L’American Bully è un cane basso, robusto e pesante. Con una testa molto grande, il petto ampio e le ossa forti; è disponibile in una svariata disponibilità di colori e combinazioni di colori. La colorazione più comune della razza è il fulvo blu con naso blu.
Secondo lo standard dello United Kennel Club (UKC), che riconosce solo la varietà Standard, il maschio di American Bully dovrebbe essere alto 43 a 51 cm al garrese mentre la femmina tra 41 e 48 cm di altezza. Il peso dovrebbe sempre essere proporzionale all'altezza.
L'ABKC (American Bully Kennel Club) e l’EBKC (European Bully Kennedy Club) registrano quattro varietà di American Bully (Pocket, Standard, Classic ed Extra Large) che differiscono tra loro per dimensioni e peso.

## Varietà
L'ABKC (American Bully Kennel Club) e l’EBKC (European Bully Kennedy Club) riconoscono ufficialmente quattro varietà di American Bully. Le altre entità accettano solo le varietà Standard e Classic. 

Il carattere nonché lo standard morfologico imposto dall’ABKC e dall’EBKC, risultano gli stessi per tutte le quattro varietà ufficiali, ciò che cambia sono solo le dimensioni di ciascuna varietà.

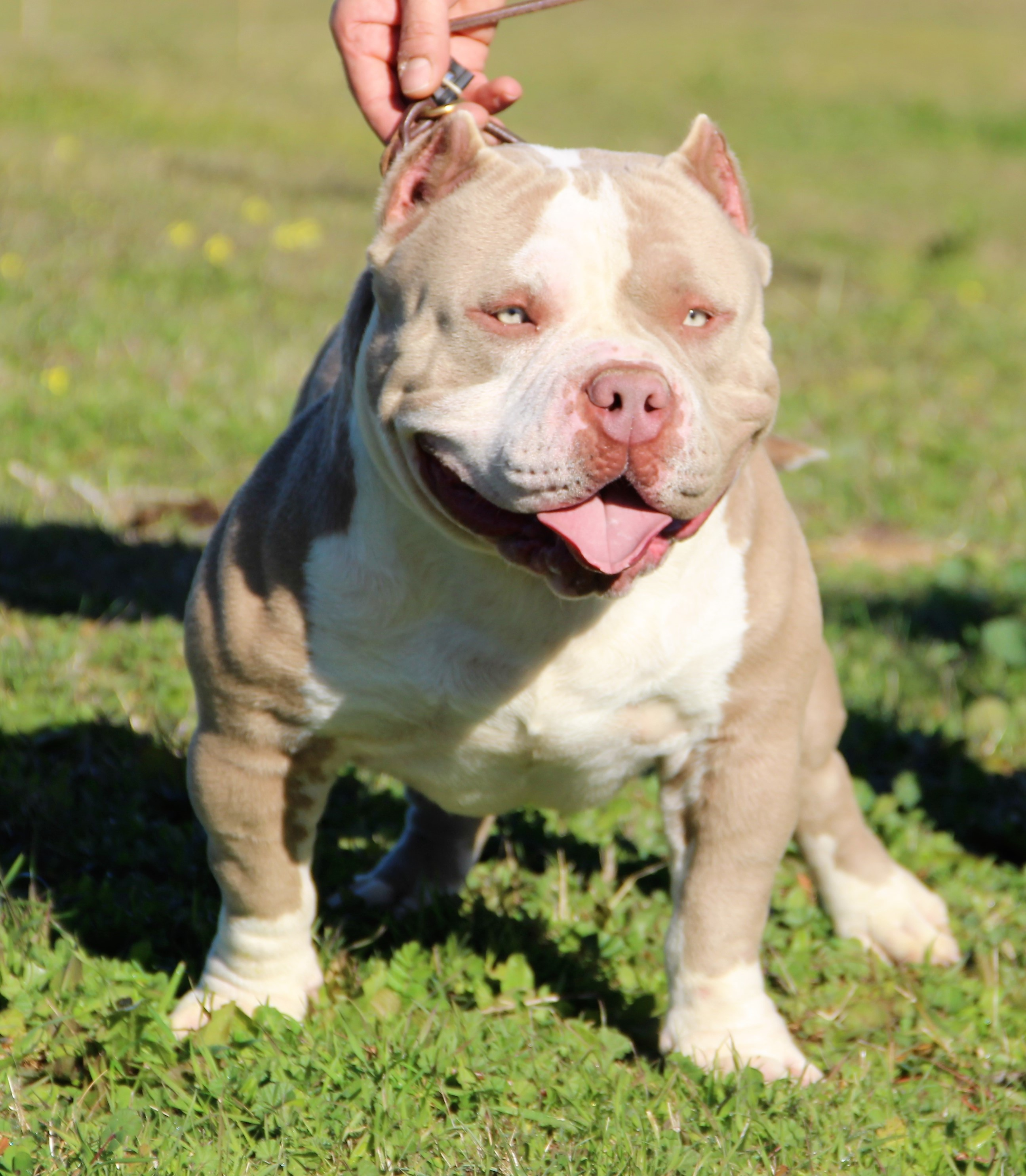
American Bully Pocket, adulto

### Varietà ufficiali[10]
- Pocket: la varietà Pocket è la più piccola, seppur imponente, tra le quattro varietà ufficiali, nonché in assoluto la più popolare. I maschi misurano esattamente da 36 a 43 cm al garrese, mentre le femmine misurano tra i 33 ei 40 cm.
- Standard: la varietà Standard è la più omogenea tra le quattro varietà ufficiali ed è piuttosto uniforme in termini di conformazione. Di taglia media, l'altezza al garrese dei maschi varia tra 43 e 51 cm, e delle femmine tra 40 e 48 cm.
- Classic: la varietà Classic è quella che più somiglia all'American Bully primitivo, ed alcuni cani hanno anche una grande somiglianza con l'American Staffordshire Terrier. Sebbene abbiano la stessa statura della varietà standard, il loro fisico è meno robusto.
- Extra Large (XL): la varietà Extra Large è la più grande tra le quattro varietà ufficiali. L'altezza dei cani maschi varia tra 51 e 57 cm, e le femmine tra 48 e 54 cm al garrese.

### Varietà non ufficiali
Tra le varietà non ufficiali, che quindi non hanno fissato uno standard riconosciuto, possiamo citare le varietà: Micro, Extreme ed Extra Extra Large (XXL); inoltre di tutte le varietà esistono le varianti Exotic (dai colori esotici). 
Particolare attenzione desta la varietà Extra Extra Large (XXL) che, seppur non ancora ufficialmente riconosciuta, risulta comunque particolarmente uniforme ed omogenea, con un'altezza dei maschi che varia tra 57 e 65 cm, e le femmine tra 54 e 60 cm al garrese.

## Temperamento e comportamento

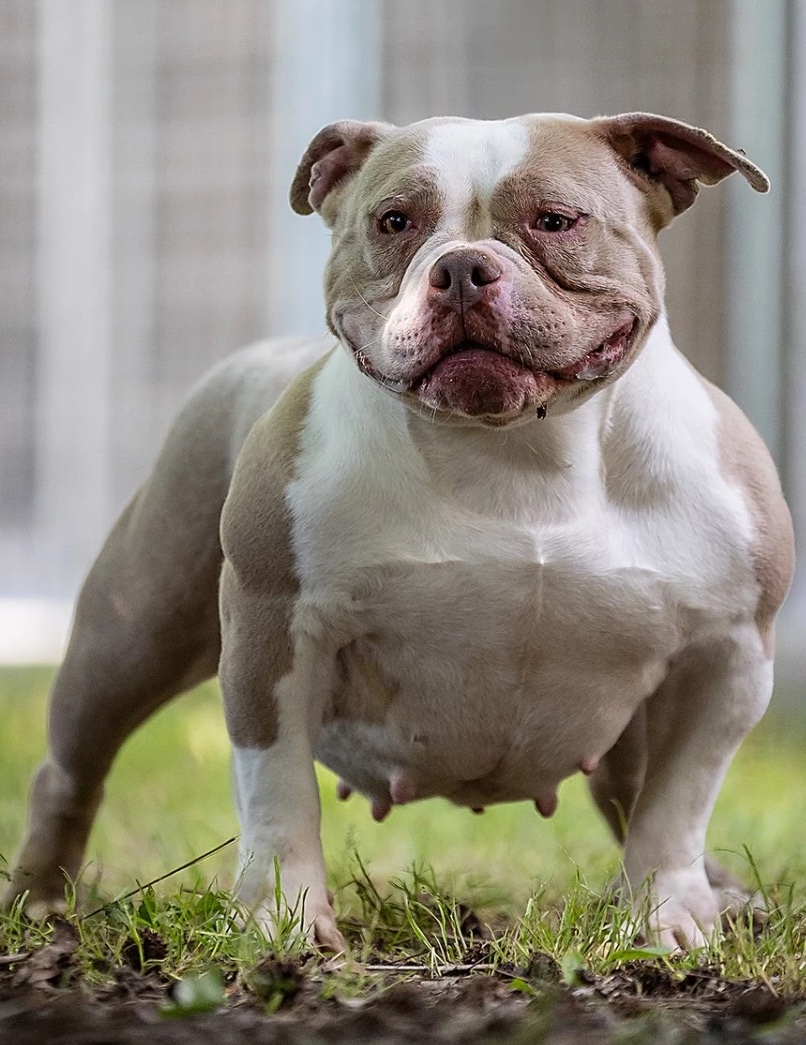
American Bully Standard, adulta

L'American Bully mostra sempre sicurezza ed è un cane vispo, vigoroso ed esuberante. Contrariamente all'immaginario comune, il comportamento aggressivo con le persone e con i suoi simili non è affatto caratteristico dell'American Bully, ed oltre ad essere fortemente indesiderato non è accettato nello standard di razza. Gli allevatori hanno constatato che gli American Bully, seppur di indole estremamente pacifica, effettivamente possono diventare anche molto pericolosi, ma solo se non socializzati o se allevati in modo improprio e sconsiderato, volto a sviluppare e sollecitare l'aggressività del cane.

## Salute
In generale, troviamo nell'American Bully un cane sano e forte, anche se, ripetuti incroci tra  "parenti" stretti hanno causato la comparsa di malattie ereditarie e di origine genetica. I Bully hanno una leggera tendenza a sviluppare cataratta, displasia dell'anca, problemi cardiaci, displasia del gomito, allergie, ipotiroidismo, demodicosi e sordità.

## Messa al bando in Inghilterra la varietà XL
Nel settembre 2023, a seguito di una serie di attacchi gravi e fatali nel Regno Unito, è stato annunciato che la proprietà di American Bully XL sarebbe stata vietata nel paese entro la fine del 2023. Il divieto di vendere, allevare, abbandonare o avere un American Bully XL in pubblico senza un guinzaglio e museruola, è entrato in vigore in Inghilterra e Galles il 31 dicembre 2023, con il divieto di possederne uno senza un certificato di esenzione.
A seguito dell'eccessivo numero di aggressioni mortali, nel gennaio 2024 il governo inglese ha messo al bando l'American Bully XL, imponendo ai proprietari la registrazione di ogni esemplare e la castrazione, in alternativa alla soppressione.

## Legislazione specifica

### Germania
La Germania ha approvato una legge sui cani pericolosi (Dog Transfer and Import Restrictions Act) nel 2001. Vietando l'importazione o il trasferimento di alcuni cani; tale legislazione include le seguenti razze: American Staffordshire Terrier, Bull Terrier, Pit Bull Terrier e Staffordshire Bull Terrier, nonché incroci e razze miste tra questi cani.
Il 9 febbraio 2023, la Corte amministrativa superiore della Renania-Palatinato ha stabilito di classificare ''ogni cane il cui padre fosse un American Bully'' come cane pericoloso.
Nell'arco di un anno, 2 persone sono state presuntamente uccise da American Bully.

### Irlanda
In Irlanda, l'American Bully è limitato come "Bandog". Quando è in pubblico l'American Bully deve portare sempre la museruola e circolare con un guinzaglio non più lungo di 1 metro e mezzo.
Il 12 luglio 2024 il ministro per lo sviluppo della comunità, Heather Humphreys, ha annunciato l'intenzione di introdurre un divieto in due fasi a partire dal 1º ottobre 2024. La fase 1 prevede un divieto di allevamento, rivendita e importazione. La fase 2 limiterà la proprietà solo ai cani che sono stati autorizzati, microchippati e sterilizzati.

### Turchia
In Turchia, è del tutto illegale possedere o allevare un American Bully.

### Emirati Arabi Uniti
Gli Emirati Arabi Uniti "vietano il possesso e la circolazione dell'American Bully tra gli individui e negli stabilimenti commerciali".